# Neue Deutsche Biographie

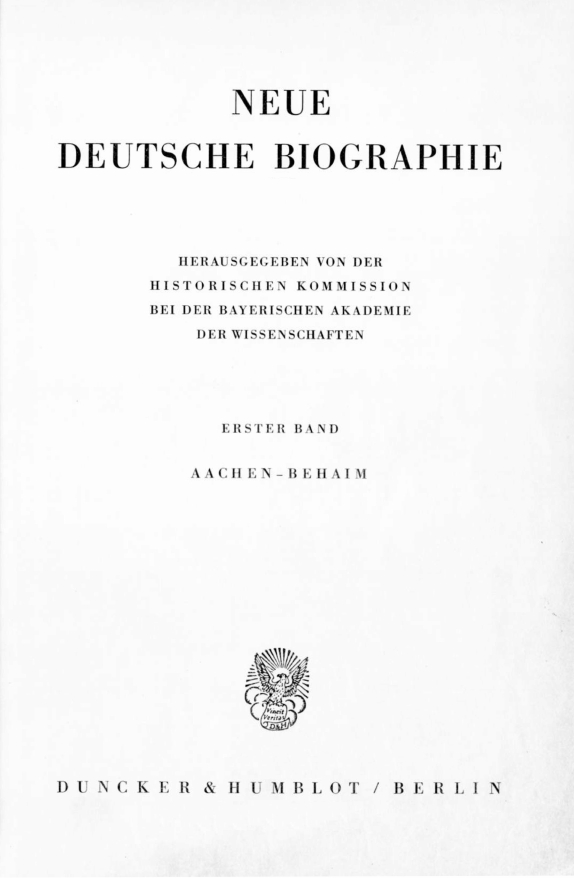
Neue Deutsche Biographie. Strona tytułowa pierwszego tomu (1953).

Neue Deutsche Biographie (NDB) – wielotomowe kompendium biograficzne w języku niemieckim, wydawane przez Komisję Historyczną Bawarskiej Akademii Nauk. Stanowi kontynuację Allgemeine Deutsche Biographie (ADB). Pierwszy tom, zawierający hasła od „Aachen” do „Behaim”, został wydany 1953. 27. część ukazała się 2020 i zawiera hasła od „Vockerodt” do „Wettiner”. 27 opublikowanych dotąd tomów zawiera niemal 23700 biogramów. Tom 28., ostatni, (Wettstein – Zwoch) jest przygotowywany do druku, a jego prezentacja ma mieć miejsce w marcu 2024.
Biogramy w NDB dotyczą wyłącznie osób nieżyjących, związanych z Niemcami lub językiem niemieckim. Hasła zwykle zawierają informacje genealogiczne, curriculum vitae danej osoby, zwięzłą ocenę jej dokonań oraz bibliografię. Przeciętna objętość biogramu wynosi 3/4 strony. Indeks i kompletne biogramy z pierwszych 26 tomów wydawnictwa są dostępne online.

## Wydane tomy
1. Aachen – Behaim, 1953. (Przedruk 1971.)
2. Behaim – Bürkel, 1955. (Przedruk 1971.)
3. Bürklein – Ditmar, 1957. (Przedruk 1971.)
4. Dittel – Falck, 1959. (Przedruk 1971.)
5. Falck – Fyner (voran: Faistenberger), 1961. (Przedruk 1971.)
6. Gaál – Grasmann, 1964. (Przedruk 1971.)
7. Grassauer – Hartmann, 1966.
8. Hartmann – Heske, 1969.
9. Hess – Hüttig, 1972.
10. Hufeland – Kaffsack, 1974.
11. Kafka – Kleinfercher, 1977.
12. Kleinhans – Kreling, 1980.
13. Krell – Laven, 1982.
14. Laverrenz – Locher-Freuler, 1985.
15. Locherer – Maltza(h)n, 1987. ISBN 3-428-00196-6.
16. Maly – Melanchthon, 1990. ISBN 3-428-00197-4.
17. Melander – Moller, 1994. ISBN 3-428-00198-2.
18. Moller – Nausea, 1997, ISBN 3-428-00199-0.
19. Nauwach – Pagel, 1999. ISBN 3-428-00200-8.
20. Pagenstecher – Püterich, 2001. ISBN 3-428-00201-6.
21. Pütter – Rohlfs mit ADB & NDB-Gesamtregister auf CD-ROM, 2003. ISBN 3-428-11202-4.
22. Rohmer – Schinkel mit 2. Ausgabe des ADB & NDB-Gesamtregister auf CD-ROM, 2005. ISBN 3-428-11203-2.
23. Schinzel – Schwarz mit 3. Ausgabe des ADB & NDB-Gesamtregister auf CD-ROM, 2007. ISBN 978-3-428-11204-3.
24. Schwarz – Stader mit 4. Ausgabe des ADB & NDB-Gesamtregisters auf CD-ROM, 2010. ISBN 978-3-428-11205-0.
25. Stadion – Tecklenborg, 2013. ISBN 978-3-428-11206-7.
26. Tecklenburg – Vocke, 2016. ISBN 978-3-428-11207-5.
27. Vockerodt – Wettiner, 2020. ISBN 978-3-428-11208-1.
28. Wettstein – Zwoch. (W przygotowaniu.)